# Baie de Laoshan

La Baie de Laoshan (chinois : 崂山湾 ; pinyin : láoshān wān, translittéré à la fin du XIXe siècle, baie de Lao-Chan), est une baie situé en contrebas du Mont Lao, à une quarantaine de kilomètres à l'Est du centre-ville de Qingdao, au centre-Sud de la province du Shandong, en République populaire de Chine.